# 1883年のスポーツ
- 年度別スポーツ記事一覧

## クリケット
- ジ・アッシズ（1882-1883シーズン）優勝：イングランド（2勝1敗）

## ゴルフ

### 世界4大大会（男子）
- 全英オープン優勝者：ウィリー・ファーニー（イギリス）

## サッカー

### イングランド
- FAカップ決勝

ブラックバーン・オリンピック 2-1 オールド・イートニアンズ

## テニス

### グランドスラム
- ウィンブルドン　男子単優勝：ウィリアム・レンショー（イギリス）
- 全米選手権　男子単優勝：リチャード・シアーズ（アメリカ）

イギリスで、テニスの女子選手権が初めて開催された。

## ボート
- オックスフォード・ケンブリッジ大学対抗レガッタ優勝：オックスフォード大学

## 野球

### アメリカ大リーグ
- ナショナルリーグ優勝：ボストン・ビーンイーターズ
- アメリカン・アソシエーション優勝：フィラデルフィア・アスレチックス

## ラグビー
- ホームネイションズ

優勝：イングランド

## その他のスポーツ
- 11月28日 - 鹿鳴館開館

## 誕生
- 1月4日 - パトリック・ライアン（アメリカ、陸上競技、+1964年）
- 2月4日 - 冠松次郎（東京都、登山家、+1970年）
- 3月22日 - 大錦大五郎（愛知県、相撲、+1943年）
- 4月21日 - 三船久蔵（岩手県、柔道、+1965年）
- 4月23日 - アルベルト・ブラリア（イタリア、体操、+1954年）
- 9月5日 - メルビン・シェパード（アメリカ、陸上競技、+1942年）
- 9月11日 - エミール・ラウシュ（ドイツ、水泳、+1954年）
- 10月4日 - ハリー・エイブレス（アメリカ、野球、+1951年）
- 10月31日 - アンソニー・ワイルディング（ニュージーランド、テニス、+1915年）
- 11月12日 - マルコム・チャンピオン（ニュージーランド、水泳、+1938年）
- 12月1日 - ルイジ・ガンナ（イタリア、自転車競技、+1957年）
- 12月14日 - 植芝盛平（和歌山県、武道家、+1969年）